# Progress MS-17
Progress MS-17 (rusky: Прогресс МC-17, identifikace NASA: Progress 78P) byla kosmická loď postavená a provozovaná agenturou Roskosmos za účelem zásobování Mezinárodní vesmírné stanice. Celkově se jednalo o 169. let lodi Progress.

## Loď Progress MS

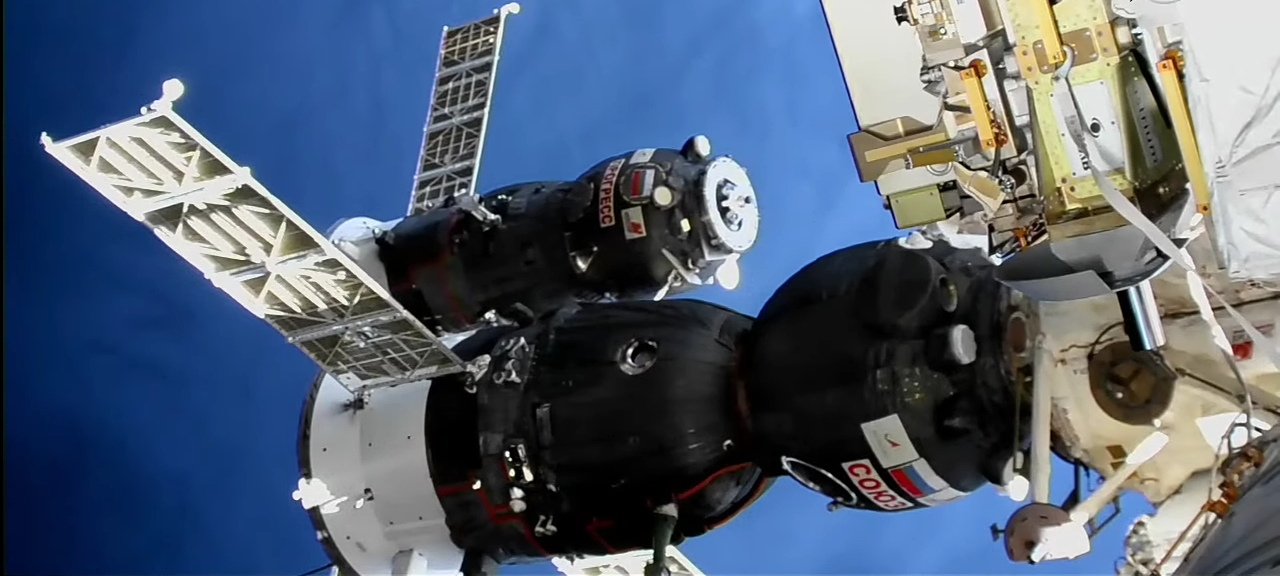
Progres MS-17 (v pozadí) při odletu od ISS.

Progress MS je celkem pátá varianta automatické nákladní kosmické lodi Progress používané od roku 1978 k zásobování sovětských a ruských vesmírných stanic Saljut a Mir a od roku 2000 také Mezinárodní vesmírné stanice (ISS). První let této varianty s označením Progress MS-01 odstartoval 21. prosince 2015. Celková délka lodi dosahuje 7,2 metru, maximální průměr 2,72 metru, rozpěti dvou solárních panelů 10,6 metru. Startovní hmotnost je až 7 300 kg, z toho užitečné zatížení může dosáhnout až 2 600 kg.
Varianta MS zachovává základní koncepci vytvořenou už pro první Progressy. Skládá se ze tří sekcí – nákladní (pro suchý náklad a vodu), pro tankovací komponenty (na kapalná paliva a plyny) a přístrojové. Varianta je oproti předchozí verzi M-M doplněna o záložní systém elektromotorů pro dokovací a těsnicí mechanismus, vylepšenou ochranu proti mikrometeoroidům a zásadně modernizované spojovací, telemetrické a navigační systémy včetně využití satelitního navigačního systému Glonnas a nového – digitálního – přibližovacího systému Kurs NA. Od lodi MS-03 pak Progressy obsahují také nový vnější oddíl, který umožňuje umístění čtyř vypouštěcích kontejnerů pro celkem až 24 CubeSatů.

## Průběh mis
Progress MS-17 odstartoval 29. června 2021 na raketě Sojuz 2.1a z kosmodromu Bajkonur. Progress MS-17 se 2. července 2021, automaticky spojil s ruským segmentem ISS prostřednictvím horního dokovacího portu Poisk zenith.
Loď se po 111 dnech letu, 20. října 2021 ve 23:42:27 UTC od modulu Poisk odpojila a po necelých 29 hodinách, 22. října 2021 v 04:21:07 UTC, s připojila k dolnímu portu modulu Nauka (Nauka nadir). Šlo o první přesun lodi Progress mezi dvěma porty v historii ISS (lodi Progress M1-4, Progress M-15M a Progress M-21M se sice ke stanici připojily i podruhé, ale vždy zpět k původnímu portu). Neobvykle dlouhá doba přesunu lodi mezi dvěma porty byla způsobena skutečností, že loď typu Progress je certifikována pro bezpečný provoz u ISS až poté, co vstoupí do úzké kuželovité přibližovací zóny kolem hlavní osy cílového portu. Na rozdíl od pilotovaných lodí Sojuz, které běžně provádějí přesuny v těsné blízkosti stanice pod kontrolou svých posádek na palubě, tak lodě Progress-MS nemohou provádět stejné rychlý přesun mezi porty. Proto letová kontrola nechala Progress MS-17 od stanice vzdálit až na 185 kilometrů a poté s pomocí šesti orbitálních manévrů absolvovat kompletní nové přiblížení ke spodnímu portu modulu Nauka.
Loď byla během druhého připojení k ISS využita k testování rozhraní dokovacího mechanismu Nauka nadir před jeho trvalým obsazením novým modulem Pričal, a ke kontrole těsnosti palivových potrubí modulu Nauka, která je nezbytná předtím, než budou jeho trysky poprvé použity k úpravě orientace stanice.
Progress MS-17 se od stanice definitivně odpojil 25. listopadu 2021 v 11:22:30 UTC, aby uvolnil místo pro modul Pričal, který ze Země odstartoval o den dříve. Nákladní loď se vzdálila od stanice, v 14:34:51 UTC zahájila čtyřminutový brzdicí manévr a po vstupu do horních vrstev atmosféry v 15:08 UTC zanikla. Úlomky, které během pádu atmosférou neshořely, dopadly do Tichého oceánu 1 800 km od města Welington a 7 700 km od města Santiago v 15:17:12 UTC.

## Náklad
Kosmická loď Progress MS-17 dopravila na ISS celkem 2 439 kg nákladu.
- Suchý náklad: 1509 kg
- Palivo: 470 kg
- Kyslík: 40,5 kg
- Voda: 420 kg

Součástí nákladu bylo vybavení palubních systémů pro podporu života, materiály pro vesmírné experimenty, sanitární a hygienické potřeby, oděvy a potravinové dávky.